# كارين سبنسر

## الكونتيسا كارين سبنسر
كارين سبنسر ذات المنزلة الاجتماعية الراقية الملقبة بالكونتيسة سنبنسر

ويطلق على هذه العائلة لقب ( الشرفاء ) وهو لقب يطلق على أعضاء المجلس التشريعي البرطاني
السيدة سبنسر ذات المنزلة الاجتماعية الراقية الملقبة بالكونتيسة سنبنسر

| تاريخ الولادة: | ارين فيلنوف 1972 (العمر43) ادمونتون، ألبرتا، كندا. |
| الوظيفة:       | رائدة العمل الاجتماعي                              |
| الأزواج:       | مارك غوردون و تشارلز سبنسر الملقب بإيرل سبنسر      |
| الأطفال:       | ثلاثة أطفال                                        |

كارين سبنسر ذات المنزلة الاجتماعية الراقية الملقبة بالكونتيسة سنبنسر

```
هي من مواليد عام 1972 وهي رائدة الأعمال الاجتماعية الكندية وهي المُؤسِسة والرئيسة التنفيذية لمنظمة الطفل الدولية وهي منظمة غير حكومية مقرها الولايات المتحدة والتي تعمل على تحسين نوعية الرعاية للأطفال المعرضين للخطر في مؤسسات رعاية الأطفال ودور الأيتام في جميع أنحاء العالم.
```

## االحياة و المهنة
ولُدت كارين في ادمونتون، ألبرتا، كندا. وهي الكبرى بين ثلاثة أطفال.عمل والدها كمسؤول عن الحدائق الوطنية مما جعل الأسرة تتنقل بين 23 منزلاً وعشر مدارس وكان ذلك خلال طفولتها ويعود الفضل لهذه التجربة التي كانت كأساس لاهتمامها في مساعدة الأطفال الذين يعيشون بلا مأوى مستقر. [1]
بينما كانت تحضر درس الأبوة والأمومة في لوس أنجلوس، قدمت السيدة سبنسر الأفكار الناجحة لنهج تربية الأطفال لطبيبة الأطفال إيمي بكلير (1902-1984). إيمي بكلير هي طبيبة متخصصة بالأطفال وتنميهم وهي الخبيرة التي أنشأت معهد بكلير في بودابست للأطفال الأيتام خلال الحرب العالمية الثانية. بعد زيارة المعهد، كان لدى السيدة سبنسر دوافع لتأسيس منظمة دولية غير ربحية للأطفال في عام 2004. وعملت على استهداف احتياجات التنمية للأطفال المعرضين للخطر في المؤسسات. [1]
في عام 2006،بدأت منظمة الطفل بالعمل مع حكومة نيكاراغوا لتدريب مقدمي الرعاية المنزلية للأطفال في إل نينيو ديفينو في ماناغوا. المنظمة لديها الآن اتفاقات مع حكومة السلفادور للمساعدة في تحسين جودة رعاية الأطفال في دور الأيتام ومراكز رعاية الأطفال محدودة الموارد، ودمج مبادئ الأساسية للمنظمة الطفل في إطارها التنظيمي، وخلق القدرات المحلية على المستويين الحكومي والأكاديمي لتقديم أفضل الخدمات في مجال رعاية الطفل. ويجري حالياً جلب هذه البرامج لتوسيع النطاق لطلب الدولي بتمويل من بنك التنمية للبلدان الأمريكية وصندوق التمويل الكوري للحد من الفقر، والجهات المانحة الأخرى في إطار الالتزام بمبادرة كلينتون العالمية في عام 2009 والتي أعلن عنها في الاجتماع السنوي في يوم 24 سبتمبر 2009. [3]
السيدة سبنسر هي عضوة في مجلس العلاقات الخارجية وفي مبادرة كلينتون العالمية. في سبتمبر 2015 انتخبت لتكون زميلة في أشوكا وهي أكبر شبكة لأصحاب المشاريع الاجتماعية [4] «لملء الفجوة في رعاية الأيتام والأطفال المعرضين للخطر.» وهي تعيش حالياً في كاليفورنيا وتعيش عائلة زوجها في الثورب في انكلترا.

## الزواج والأطفال
في عام 1997، تزوجت بمارك جوردون، منتج أفلام هوليوود و من أفلامه الجندي ريان وباتريوت. وانفصل الزوجان في عام 2003. [4] ولديهما ابنتان. [6]
تزوجت تشارلز سبنسر والملقب بإيرل سبنسر التاسع في الثورب في يونيو 2011. [7] وإيرل سبنسر هو شقيق ديانا، أميرة ويلز، وهو مؤلف ومذيع. ونتيجة زواجها ، لقبت كارين سبنسر بكثير من الألقاب منها معالي الكونتيسة سبنسر، و خالة الأمير ويليام، دوق كامبريدج، والأمير هاري. حضرت حفل زفاف ابن أخيها الأمير وليام و كاثرين ميدلتون في 29 نيسان 2011. ويليام كان يرتدي حلة من تصاميم المصمم بيبهو موهاباترا.
hلإيرل والكونتيسة سبنسر لديهما طفلة واحدة والملقبة بسيدة شارلوت وهي ديانا سبنسر، ولدت في 30 يوليو 2012. [8]